# Ferdinand Karel van Oostenrijk-Este

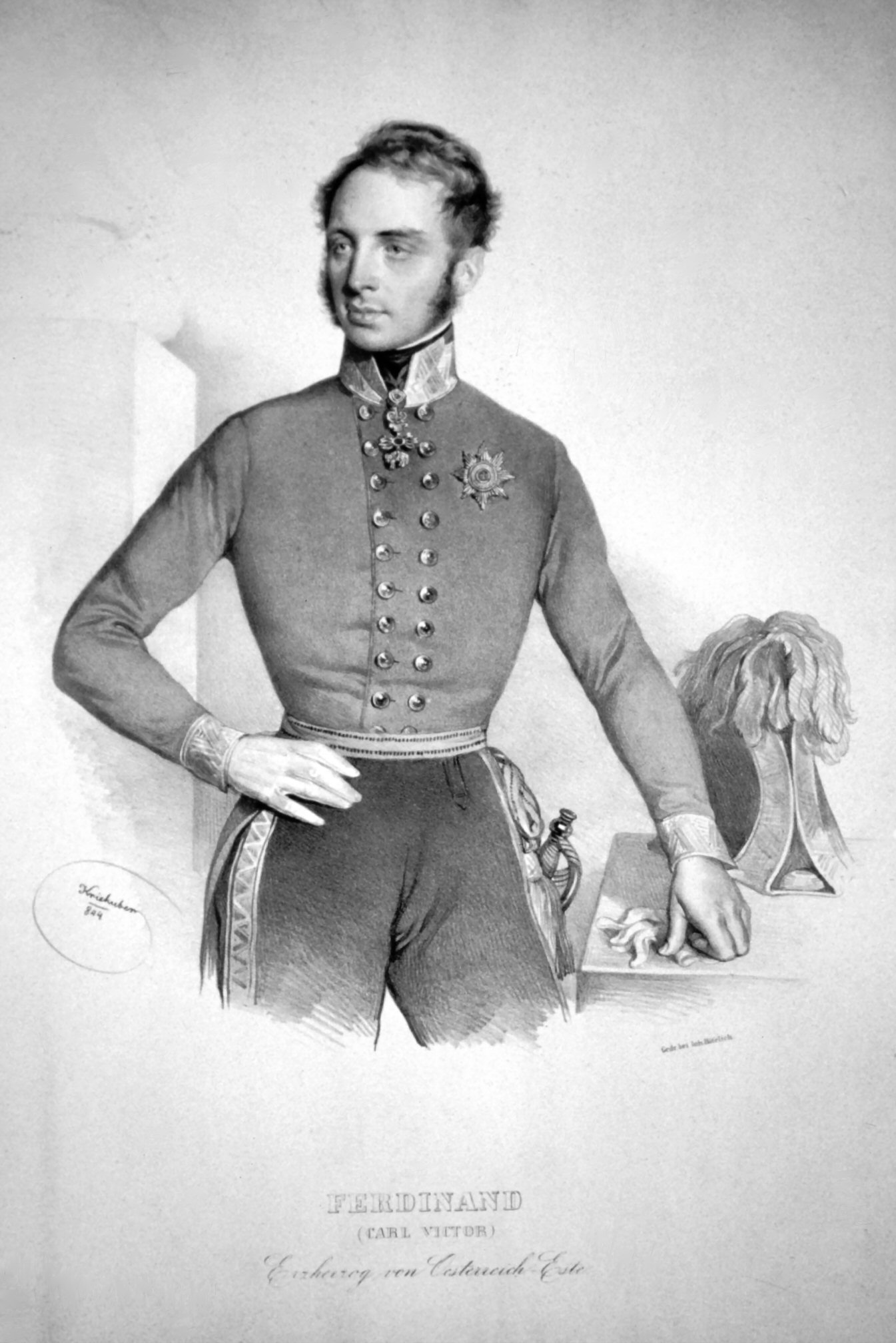
Ferdinand Karel van Oostenrijk-Este, 1844.

Ferdinand Karel (Modena, 20 juli 1821 – Brünn, 15 december 1849), aartshertog van Oostenrijk-Este, hertog van Modena, was een lid van het huis Oostenrijk-Este. Hij was het derde kind en de tweede zoon van Frans IV van Modena en Maria Beatrix van Savoye. Zijn grootmoeder was de erfdochter van Modena, omdat haar vader Ercole III d'Este geen zoons had.
Hij trouwde op 4 december 1846 op Schloss Schönbrunn, Wenen, met Elisabeth Francisca Maria van Oostenrijk, dochter van Jozef Anton Johan van Oostenrijk en Maria Dorothea van Württemberg. Elisabeth en Ferdinand Karel kregen één dochter: Maria Theresia Henriëtte van Oostenrijk-Este (1849-1919)
Hij overleed op 28-jarige leeftijd. Na zijn dood hertrouwde zijn echtgenote met Karel Ferdinand van Oostenrijk.